# Eupolella stygnota
Eupolella stygnota är en fjärilsart som beskrevs av Walsingham 1911. Eupolella stygnota ingår i släktet Eupolella och familjen Symmocidae. Inga underarter finns listade i Catalogue of Life.